# 哈格斯敦 (印地安納州)
哈格斯敦（英語：Hagerstown）是一個位於美國印地安納州韋恩縣的城鎮。

## 人口
根據2010年美國人口普查的數據，哈格斯敦的面積為3.42平方千米，當中陸地面積為3.41平方千米，而水域面積為0.01平方千米。當地共有人口423人，而人口密度為每平方千米124人。